# Goose house Phrase ＃13 Fly High, So High
『Goose house Phrase #13 Fly High, So High』（グース ハウス フレーズ サーティーン フライハイ ソーハイ）は、Goose houseの4thシングル。2016年8月10日にgr8!recordsより発売された。

## 概要
前作『Goose house Phrase #12 LOVE & LIFE』以来、約8ヶ月ぶりのシングル。
初回生産限定盤と通常盤の2形態でリリースされ、初回限定盤には2015年12月10日に東京国際フォーラムで行われた「Goose house Live Tour 2015 〜だって座れるんだもん〜」のライブ音源が収録されたLIVE CDが付属している。
先着購入特典として、HMV、TSUTAYA RECORDS（一部店舗除く、オンラインショッピングは予約のみ）、新星堂／WonderGOO(一部店舖除く、 楽天市場店は対象)およびAmazon.co.jpでは、各店舗で異なるデザインのポストカードが配布された。
2016年8月22日付のオリコン週間シングルランキングで初登場18位を獲得した。

## 収録曲

### CD
- 各曲作詞作曲: Goose house

1. Fly High, So High (4:45)
コーラスワークと爽快感を持たせたサウンドを主体とした楽曲[2]で、「影の中をもがきながら、光へと進んで行くという前向きな様子」を描いた応援歌[3]。
ミュージック・ビデオが制作されており、8thアルバム『Goose house Phrase #15 HEPTAGON』（初回生産限定盤）に付属のDVDに収録されている[5]。
2. Best friend (4:48)
アルバムには未収録。
3. Fly High, So High -instrumental- (4:45)
4. Best friend -instrumental- (4:45)

### LIVE CD (初回生産限定盤のみ付属)
- Goose house Live Tour 2015 〜だって座れるんだもん〜（東京国際フォーラム）ライブ音源

1. オトノナルホウヘ→
2. 光るなら